# Anthela censors
Anthela censors is een vlinder uit de familie van de Anthelidae. De wetenschappelijke naam van de soort is voor het eerst geldig gepubliceerd in 1865 door Walker.